# Коста Мушицки
Константин Коста Мушицки (Славонски Брод, 7. април 1897 — Београд, 17. јул 1946) био је пуковник Југословенске војске и генерал Српског добровољачког корпуса, за време окупације током Другог светског рата. После рата осуђен је на смрт због издаје.

## Биографија
Рођен је 7. априла 1897. године у Славонском Броду.
Потомак је старе српске племићке породице. Костин прадеда је био брат епископа Горњокарловачког Лукијана Мушицког (* 1777 — † 1837), а рођени деда је био Ђорђе Мушицки (* 1811 — † 1887), лекар кнезова Милоша и Михаила и професор лицеја.
Гимназију је завршио у Загребу, да би по избијању Првог светског рата био мобилисан са 17 година у службу Аустроугарске монархије.
Ту је као водник учествовао у походу на Србију крајем 1914. године. Заробљен је у околини Колубаре и од тада се налазио у служби Српске војске. Заједно са осталим јединицама се повлачио преко Албаније. Из рата је изашао са чином потпоручника и одликован је „Карађорђевом звездом". По завршетку рата одлази на дошколовавање. У чин инжењеријског капетана је унапређен 1931. године
У време владавине краља Александра I Карађорђевића, капетан Мушицки је био његов лични ађутант, а касније и ађутант краљице Марије и краља Петра II Карађорђевића.
У чин пуковника је унапређен 1937. године.
Априлски рат га је затекао у родном граду. Након слома фронта 2. Армије код Загреба, пуковник Мушицки је ухапшен од стране нове Усташке власти и осуђен на смрт. Ипак, Немци га ослобађају након увида у његову ранију војничку каријеру. Из Загреба долази у Београд 13. априла 1941. године где долази у контакт са пуковником Милошем Масаловићем и вођом покрета „Збор" Димитријем Љотићем.
У Београду остаје дуже време после окупације. На позив новоизабраног председника српске владе, генерала Милана Недића, пуковник Мушицки постаје командант Српског добровољачког корпуса (СДК) и командант добровољачке команде у Београду. На том положају је од 15. септембра 1941. па све до његовог хапшења 7. децембра 1941. године. Наредбом Милана Недића од 21. новембра, све колаборационистичке јединице на простору западне Србије су груписане у формацију названу Шумадијски кор, a за команданта је постављен пуковник Мушицки.
Крајем 1941. командовао је чишћењем западне Србије од партизанских одреда. Пуковник Коста Мушицки, командант Шумадијског кора, известио је 2. децембра 1941. године генерала Недића: 
У року од 26. до 29. новембра о. г. сломљен отпор комунистичких банди, као и духовна снага комунистичких организација у сливу Западне Мораве, заузимањем места: Горњег Милановца, Чачка, Пожеге, Ужица, Ивањице, Гуче и Ариља... Неоспорно је да се за овако велике резултате има првенствено захвалити немачкој војсци, али не сме се заборавити ни признање нашим одредима, који су с обзиром на јачину и материјалну опрему имали додељен за рад најтежи терен, на коме су готово једновремено постизавали резултате који су били у сагласности са немачком војском. Ово се нарочито огледало код колоне која је била упућена правцем Краљево — Каона — Чачак.
После легализације појединих четничких одреда у Србији, пуковник Мушицки је био главни координатор између Владе и ових одреда. Давао је легализованим одредима муницију, одећу и храну.
Због оваквих мера, Немци су пуковника Мушицког ухапсили 7. децембра 1941. године, под оптужбом да је помагао побуњенички покрет Драже Михаиловића и могуће, упозорио Михаиловића на операцију Михаиловић, изведен је пред немачки Војни ратни суд у Београду и осуђен на казну смрти стрељањем.
Само захваљујући интервенцији генерала Милана Недића, који је запретио својом оставком, пуковник Мушицки је ослобођен смртне казне и осуђен је на једногодишњу затворску казну. Затворску казну је издржао у тамници београдског Гестапоа и пуштен је на слободу половином 1942. године.
Године 1943, поново се вратио на исту функцију и на њој остао све до расформирања одреда у Словенији 1945. године. Унапређен је у чин бригадног ђенерала у августу 1944. године.
5. септембра 1944. године, након притиска партизанских снага из Босне, генерал Мушицки одлази на састанак са генералом Михаиловићем у Коцељеви.
Напушта Београд 8. октобра 1944. године и креће са својим јединицама према Словенији. 26. марта 1945. године у Постојну је стигла делегација Драже Михаиловића која је имала задатак да саопшти генералу Мушицком да се од сада све његове снаге имају трансформисати у састав "Истакнутог дела Штаба Врховне Команде ЈВуО" на челу са бригадним генералом Миодрагом Дамјановићем.
Овај споразум је званично потписан 27. марта 1945. године у Илирској Бистрици и тиме је генерал Мушицки престао да врши улогу команданта СДК.
Дана 8. јануара 1946. енглески војници су га ухапсили и спровели у логор Еболи у граду Риминију, да би га затим предали властима Нове Југославије као ратног злочинца.
Суђење генералу Мушицком одржано је на процесу против Драже Михаиловића од 10. јуна до 15. јула 1946. у Београду. Главна расправа оптуженом Мушицком одржана је 22. јуна.
Коста Мушицки је оптужен да је као командант СДК одговоран за масовно стрељање талаца у Крагујевцу у октобру 1941; да је водио борбу против НОП-а, да је сарађивао са Немцима у заједничкој борби против НОП-а; да је вршио злочине над домаћим становништвом и заробљеним борцима НОП-а; да је радио на оснивању школе командоса која је имала задатак да школује терористе и саботере нове државе и да је водио борбе против јединица Четврте југословенске армије по повлачењу у Словенији.
Осуђен је на казну смрти стрељањем која је извршена 17. јула 1946. у Београду. Место стрељања није објављено.